# Rawhide
Rawhide —conocida en español como Látigo y como Cuero crudo— fue una serie de la  televisión estadounidense con Eric Fleming y Clint Eastwood como actores principales.
Es un western que trata sobre unos ganaderos mandados por Gil Favor (Eric Fleming) y Rowdy Yates (Clint Eastwood). Se estrenó el 9 de enero de 1959 en la cadena de televisión CBS; el último episodio se emitió el 7 de diciembre de 1965.

## Reparto

### Habitual
- Eric Fleming: Gil Favor
- Clint Eastwood: Rowdy Yates
- Paul Brinegar:  Wishbone
- Robert Cabal: the wrangler Soos
- James Murdock: Mushy
- Steve Raines: Jim Quince
- Rocky Shahan: Joe Scarlet
- Sheb Wooley:  Pete Nolan
- John Ireland:  Jed Colby
- Raymond St. Jacques:  Blake
- Charles H. Gray: Clay Forrester
- John Hart: Narbo

### Invitados
Por el programa pasaron grandes actores, como estos:
- Claude Akins
- Charles Bronson
- Lon Chaney Jr
- Broderick Crawford
- Linda Cristal
- Buddy Ebsen
- Beverly Garland
- Martin Landau
- Leslie Nielsen
- Susan Oliver
- Debra Paget
- Barbara Stanwyck
- Woody Strode
- Lee Van Cleef